# Brie (Deux-Sèvres)
Pour les articles homonymes, voir Brie.
Brie est une ancienne commune du centre-ouest de la France située dans le département des Deux-Sèvres en région Nouvelle-Aquitaine.

## Géographie
La commune de Brie, localisée au nord du département des Deux-Sèvres, est limitée à l'est par le département de la Vienne.
Située à 15 kilomètres à l'est-sud-est de Thouars, elle est arrosée par la Vieille Dive, un bras secondaire de la Dive.

## Histoire
Sur la carte de Cassini représentant la France entre 1756 et 1789, le village est identifié sous le nom de Brye.
Par arrêté préfectoral du 4 décembre 1972 effectif au 1er janvier 1973, les communes de Bilazais, Brie  et Noizé fusionnent avec Oiron. Le 14 février 1983, Brie redevient indépendante (arrêté préfectoral du 11 février 1983).
Le 1er janvier 2019, elle fusionne avec Oiron, Saint-Jouin-de-Marnes et Taizé-Maulais pour constituer la commune nouvelle de Plaine-et-Vallées.

## Politique et administration
| Période      | Période  | Identité        | Étiquette | Qualité |
| ------------ | -------- | --------------- | --------- | ------- |
| janvier 2019 | En cours | Norbert Bonneau | PS        | -       |

| Période      | Période       | Identité        | Étiquette | Qualité |
| ------------ | ------------- | --------------- | --------- | ------- |
| ?            | janvier 2002  | Yvon Réau       | -         | -       |
| février 2002 | décembre 2018 | Norbert Bonneau | PS        | -       |

## Démographie
L'évolution du nombre d'habitants est connue à travers les recensements de la population effectués dans la commune depuis 1793. Pour les communes de moins de 10 000 habitants, une enquête de recensement portant sur toute la population est réalisée tous les cinq ans, les populations de référence des années intermédiaires étant quant à elles estimées par interpolation ou extrapolation. Pour la commune, le premier recensement exhaustif entrant dans le cadre du nouveau dispositif a été réalisé en 2004.

En 2016, la commune comptait 176 habitants, en évolution de −11,56 % par rapport à 2010 (Deux-Sèvres : +0,18 %, France hors Mayotte : +2,11 %).
| 1793 | 1800 | 1806 | 1821 | 1831 | 1836 | 1841 | 1846 | 1851 |
| ---- | ---- | ---- | ---- | ---- | ---- | ---- | ---- | ---- |
| 430  | 343  | 391  | 447  | 442  | 433  | 455  | 437  | 458  |

| 1856 | 1861 | 1866 | 1872 | 1876 | 1881 | 1886 | 1891 | 1896 |
| ---- | ---- | ---- | ---- | ---- | ---- | ---- | ---- | ---- |
| 442  | 448  | 466  | 474  | 480  | 474  | 477  | 516  | 465  |

| 1901 | 1906 | 1911 | 1921 | 1926 | 1931 | 1936 | 1946 | 1954 |
| ---- | ---- | ---- | ---- | ---- | ---- | ---- | ---- | ---- |
| 469  | 440  | 417  | 365  | 344  | 336  | 368  | 340  | 364  |

| 1962 | 1968 | 1975 | 1982 | 1990 | 1999 | 2004 | 2006 | 2009 |
| ---- | ---- | ---- | ---- | ---- | ---- | ---- | ---- | ---- |
| 334  | 273  | 253  | 230  | 228  | 208  | 187  | 180  | 200  |

| 2014 | 2016 | - | - | - | - | - | - | - |
| ---- | ---- | - | - | - | - | - | - | - |
| 179  | 176  | - | - | - | - | - | - | - |

Nota : Lors des recensements de 1975 et 1982, Brie était associée à la commune d'Oiron.

## Culture locale et patrimoine

### Lieux et monuments
- L'église Saint-Étienne de Brie dont les vitraux ont été refaits sous forme moderne, ce qui apporte une luminosité très particulière à l'intérieur de la nef.
- Pigeonnier de l'ancienne seigneurie de Sazais

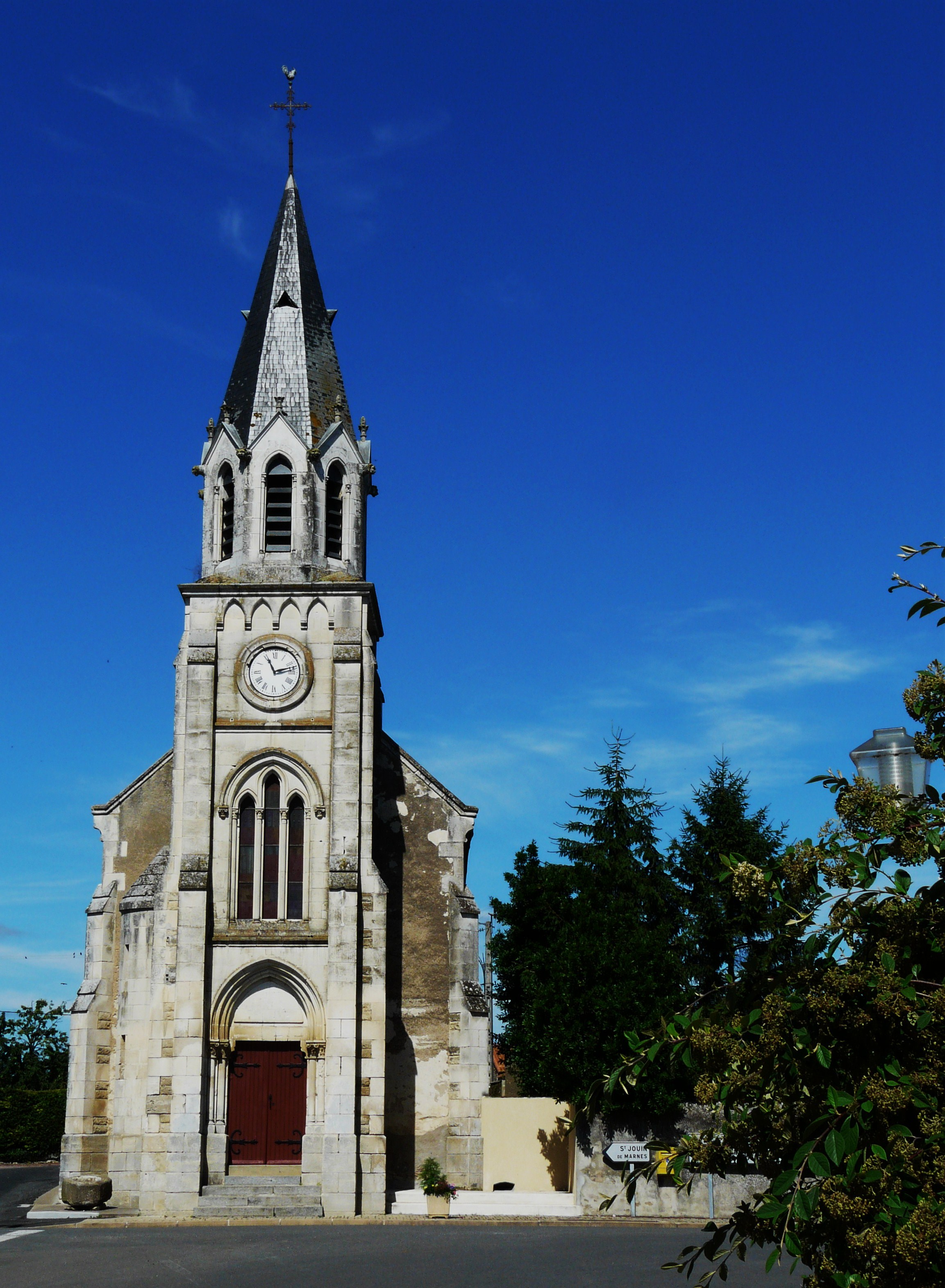
L'église
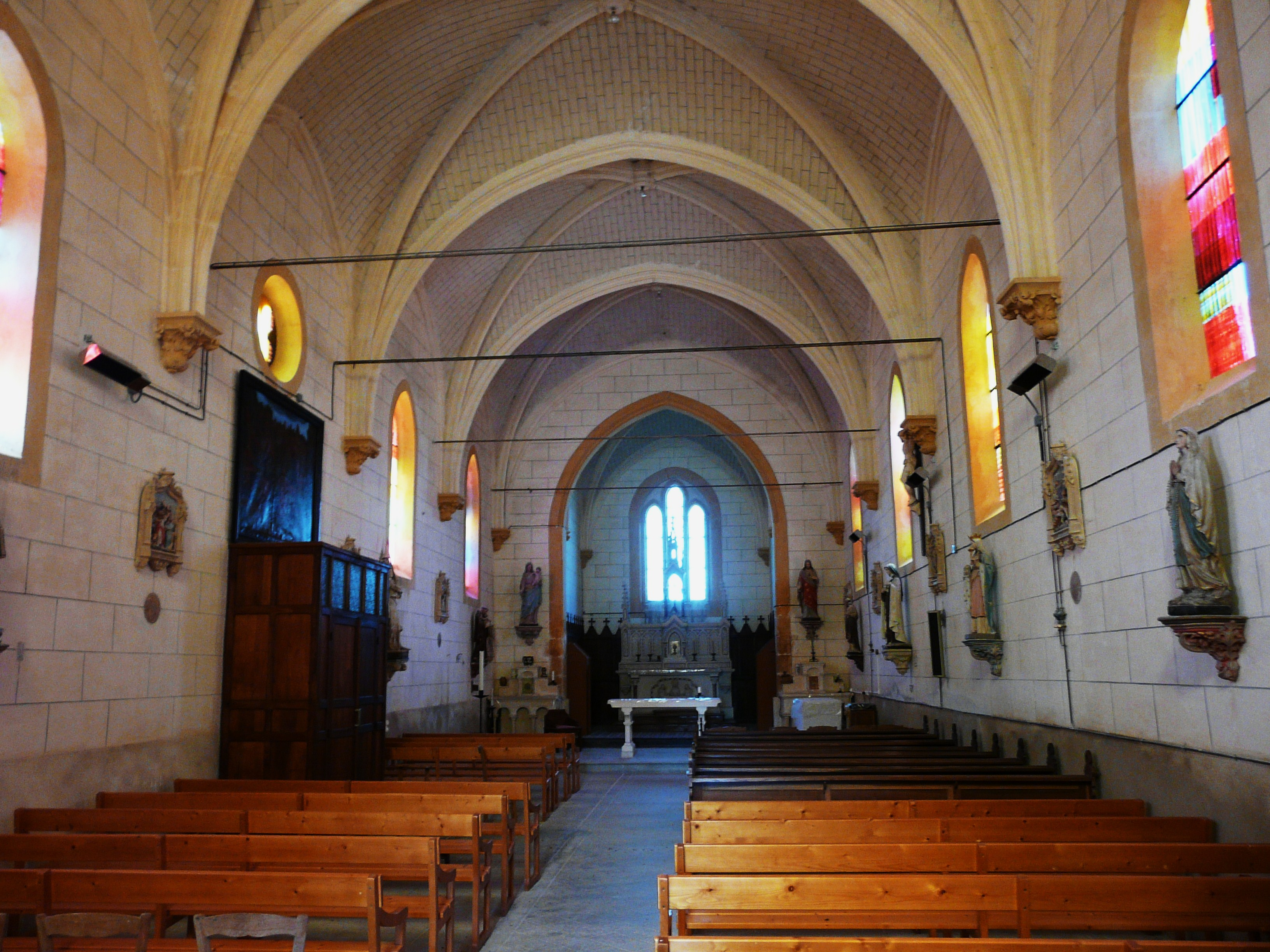
Nef de l'église
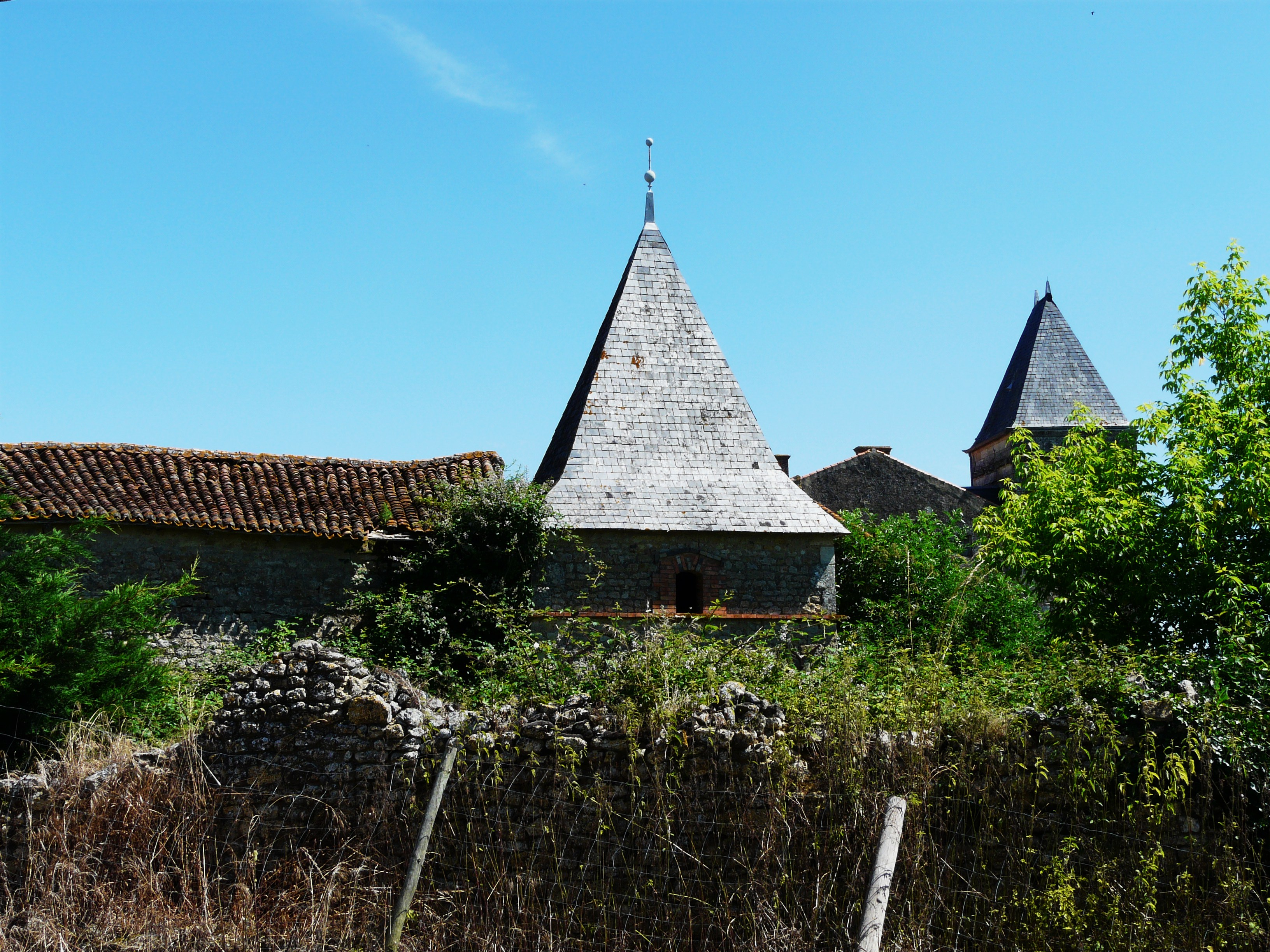
Pigeonnier de l'ancienne seigneurie de Sazais